# Två dagar, en natt
Två dagar, en natt (franska: Deux jours, une nuit) är en franskspråkig dramafilm från 2014 i regi av bröderna Dardenne, med Marion Cotillard och Fabrizio Rongione i huvudrollerna. Den handlar om en kvinna som tillsammans med sin man försöker få sina kolleger att avstå från en årlig bonus för att hon ska få behålla sitt arbete. Filmen var en belgisk produktion med franska och italienska samproducenter.
Filmen hade premiär 20 maj vid filmfestivalen i Cannes 2014 där den visades i huvudtävlan. Den gick upp på bio i Belgien och Frankrike dagen efter. Filmen hade svensk premiär fredagen 26 september 2014. Den fick en guldbagge för bästa utländska film 2015.

## Rollista i urval
- Marion Cotillard – Sandra
- Fabrizio Rongione – Manu
- Olivier Gourmet – Jean-Marc
- Pili Groyne – Estelle
- Simon Caudry – Maxime
- Catherine Salée – Juliette
- Batiste Sornin – M. Dumont

## Tillkomst
Filmen producerades genom regissörernas bolag Les films du fleuve med samproduktionsstöd från franska Archipel 35, italienska BIM distribuzione och belgiska Eyeworks film & TV-drama. Den fick stöd från Flamländska audiovisuella fonden, RTBF och Centre du cinéma et de l'audiovisuel. Den fick 500 000 euro från Europarådets filmfond Eurimages. Den sammanlagda budgeten var sju miljoner euro. Inspelningen inleddes i slutet av juni 2013 i Seraing i Belgien.